# Marián Jarabica
Marián Jarabica (* 27. dubna 1989 Čadca, Československo) je slovenský fotbalový obránce a bývalý mládežnický reprezentant. Od července 2015 působí v týmu MFK Frýdek-Místek.

## Klubová kariéra
Jarabica začínal v klubu FK Čadca, odkud se dostal do Dukly Banská Bystrica. V ČR hrál za SK Dynamo České Budějovice, poté přešel do Polska do celku Cracovia. V letech 2011–2012 hostoval v bulharském klubu Ludogorec Razgrad. Jeho angažmá v Cracovii výrazně poznamenala zranění, po návratu z hostování v Bulharsku kvůli nim neodehrál od sezony 2010/11 jediný soutěžní zápas. Od té doby prodělal mj. 4 operace kolena.
V září 2014 se vrátil na Slovensko do FK Čadca.

## Reprezentační kariéra
Marián Jarabica působil v mládežnických reprezentacích Slovenska včetně výběru do 21 let.